# Café de Wereld
Café de Wereld was een Nederlandse satirische animatieserie die van 2003 tot 2007 werd uitgezonden op de VARA.
In Café de Wereld komen karikaturen van bekende Nederlanders samen in een virtueel café. Afleveringen staan vaak in het teken van een bepaald thema. Rond dit thema vinden grappen plaats en ontstond er een algemene discussie onder de bezoekers.

## Achtergrond
De serie was bedacht door Philip Woldringh. De door IDTV en Motek Entertainment geproduceerde serie was voor het eerst te zien in september 2003 als onderdeel van het televisieprogramma Vara Laat. Tot mei 2005 werd het uitgezonden in de opvolger van Vara Laat: Vara Live. Vanaf eind 2005 was het weer op televisie, in het programma De Wereld Draait Door, tot 2007. Er zijn meer dan 400 afleveringen gemaakt.
Comic House is verantwoordelijk voor alle karikaturen uit de serie. Er wordt voor elke karikatuur eerst een 2D ontwerp gemaakt. Op basis van zo'n ontwerp wordt vervolgens een 3D model gebouwd. Deze 3D modellen worden daarna door Motek gebruikt voor de 3D-computeranimaties en motion capture. Nadat de stemmen zijn ingesproken in een geluidsstudio door stemacteurs worden de bewegingen er bijgevoegd. Deze worden gemaakt door acteurs in pakken met daarop sensoren. De bewegingen van deze acteurs corresponderen met de bewegingen van de personages.
Eén aflevering was gebaseerd op RTL Boulevard met Beau van Erven Dorens, Gerard Joling en Prinses Máxima en heette " Café Boulevard".
Café de Wereld was genomineerd voor een Gouden Roos (Rose d'Or) in de categorie Best Comedy.

## Discografie

### Singles
| Single met eventuele hitnotering(en) in de Nederlandse Top 40 | Datum van verschijnen | Datum van binnenkomst | Hoogste positie | Aantal weken | Opmerkingen |
| ------------------------------------------------------------- | --------------------- | --------------------- | --------------- | ------------ | ----------- |
| Café de Wereldcup                                             |                       | 10-6-2006             | 29              | 4            |             |

## Stemmen
Van de volgende acteurs is bekend dat ze de stemmen voor Café de Wereld-personages verzorgen:
- Jeroen van der Boom
  - Joop van den Ende
  - Paul Jambers
  - Gerard Joling
- Sandro van Breemen (City to City)
  - Frits Barend
  - Jurriaan De Cock - het personage uit de boeken van Appie Baantjer en uit de serie Baantjer.
  - Beau van Erven Dorens
  - Arnon Grunberg
  - Jort Kelder
- Rinie van den Elzen (Grazzland)
  - Frans Bauer
  - Johan Cruijff
  - Louis van Gaal
  - Prem Radhakishun
  - Geert Wilders
  - Noraly Beyer
  - Jaap de Hoop Scheffer
- Eva Zeijlstra
  - Koningin Beatrix
  - Chazia Mourali
  - Linda de Mol
- Hadewych Minis
  - Prinses Máxima
  - Georgina Verbaan

In het eerste seizoen deed Kees Prins (Jiskefet) het typetje van barman Henk. In het tweede seizoen deed Tony Neef de stem van barman Remco. Later werd de rol van barman overgenomen door Jurriaan de Cock uit de serie Baantjer. Barman Remco kwam in één aflevering in 2007 terug. Deze aflevering is tevens een special.

## Personages
Lijst met bekende Nederlanders die in het café te vinden zijn/waren:
- Anouk
- Ali B.
- Jan Peter Balkenende
- Frits Barend
- Frans Bauer
- Koningin Beatrix
- Jan des Bouvrie
- Wouter Bos
- Patty Brard
- Tooske Breugem
- Jurriaan de Cock
- Linda de Mol
- Johan Cruijff
- Joop van den Ende
- Beau van Erven Dorens
- Jaap de Hoop Scheffer
- Noraly Beyer
- Louis van Gaal
- Theo van Gogh
- Arnon Grunberg
- André Hazes
- Ayaan Hirsi Ali
- Dolf Jansen
- Paul Jambers
- Yasser Arafat
- Gerard Joling
- Jort Kelder
- Prinses Máxima
- Chazia Mourali
- Jan Mulder
- Harry Mulisch
- Jeltje van Nieuwenhoven
- Jeroen Pauw
- Prem Radhakishun
- Tatjana Šimić
- Gerard Spong
- Georgina Verbaan
- Geert Wilders